# Age of Empires II: The Age of Kings
Age of Empires II: The Age of Kings (frequentemente abreviado como The Age of Kings ou AoK) é um jogo de estratégia em tempo real desenvolvido pela Ensemble Studios e publicado pela Microsoft, com uma versão lançada para PlayStation 2 pela Konami. Lançado em 1999 para Microsoft Windows e macOS, é o segundo jogo da série Age of Empires. Uma expansão, intitulada The Conquerors, foi lançada em 2000. Uma versão para PlayStation 2 foi lançada pela Konami em 2001, além de um spin-off para Nintendo DS, Age of Empires: The Age of Kings, que foi desenvolvido pela Backbone Entertainment em 2006.
The Age of Kings é ambientado na Idade Média e contém treze civilizações jogáveis. Os jogadores devem focar-se em coletar recursos, os quais utilizam para construir vilas e criar tropas, e assim finalmente derrotar seus inimigos. Existem cinco campanhas históricas, que restringem o jogador a recriações de cenários históricos reais. Também possui três modos de jogo um jogador adicionais, além de sistema multijogador suportado. Usando o mesmo motor de jogo e códigos similares de seu antecessor, o desenvolvimento de The Age of Kings levou um ano a mais do que o esperado, forçando a Ensemble Studios a lançar a expansão Age of Empires: The Rise of Rome em 1998 ao invés do The Age of Kings. A equipe de design se focou em resolver problemas significantes em Age of Empires, mas foi notado no lançamento que muitos problemas restaram.
A recepção de The Age of Kings foi bastante positiva e o jogo recebeu altas notas da crítica especializada. Um significante número de novas características foram adicionadas, juntamente com melhoras na jogabilidade. Muitos avaliadores criticaram que as unidades eram brandas e desinteressantes enquanto outros consideraram The Age of Kings muito similar ao seu antecessor, Age of Empires. Três meses depois de seu lançamento, dois milhões de cópias de The Age of Kings foram vendidas, e foram os mais vendidos em sete países. O jogo ganhou múltiplos prêmios e deu um impacto significante nos jogos futuros em seu gênero.

## Jogabilidade
The Age of Kings, foca na construção de vilas, coleta de recursos, criação de exércitos e destruição de unidades e construções inimigas. Jogadores conquistam vilarejos e impérios rivais, avançando sua própria por quatro "idades": a Idade das Trevas, a Idade Feudal, a Idade dos Castelos e a Idade Imperial, assim passando por mil anos da história. Progredindo para novas unidades permite o uso de novas unidades, construções e tecnologias, mas os jogadores precisam pagar uma quantidade de recursos e construírem certos edifícios antes de avançarem.
Jogadores escolhem para jogar como uma das 13 civilizações divididas em quatro estilos arquitetônicos, Oeste Europeu, Centro Europeu, Oriente Médio e Oriente, sendo o que determina a aparência das construções dentro do jogo. As civilizações são variadas em pontos fortes e fracos com atenção a economia, tecnologia e batalha, e cada uma pode acessar uma diferente e poderosa "unidade única". Para adicionar a variedade, cada civilização tem a definição de seu idioma nativo como som, ouvidos quando se seleciona ou comanda uma unidade para cumprir algo.
Unidades civis, chamadas de "aldeões", são usadas para a coleta de recursos. Tais recursos podem ser usadas para treinar unidades, construir edifícios e desenvolver tecnologias, entre outras várias coisas. O jogo oferece quatro tipos de recursos: comida, madeira, ouro e pedras. A comida é obtida pela caça de animais, coleta em arbustos, uso do gado, agricultura e pescaria. Madeira é obtida pela derrubada de árvores; ouro é obtido pelas minas de ouro, comércio ou possuindo uma relíquia em um monastério; e a pedra é coletada pelas minas pedreiras. Aldeões necessitam de típicos depósitos, onde armazenam os recursos coletados. Cada civilização pode comprar atualizações que aumentam a coleta desses recursos. Jogadores que constroem uma construção especial, o mercado, pode adquirir ou vender recursos por ouro. Os preços do mercado flutuam com cada troca de recursos.
Existem cinco campanhas em The Age of Kings, contendo cenários baseados na história como a invasão de Gengis Cã na Eurásia, a Cruzada de Barbarossa ou a defesa de Saladino na Terra Santa. Nas campanhas de Joana D'arc e William Wallace, o jogador pode controlar uma unidade baseada em seus respectivos nomes; nos outros, os jogadores ganham ordens para ser o representante do comando do exército. Três das campanhas, sendo elas focadas em William Wallace, Saladino e Gengis Cã, terminam em uma história alternativa. Na campanha de Willian Wallace, o exército escocês vencem a Batalha de Falkirk e fazem uma invasão, já planejada, na Inglaterra. Na realidade os ingleses ganham uma vitória decisiva em Falkirk e forçaram William Wallace a se esconder. Na campanha de Saladino, Ricardo, Coração de Leão e suas forças de seguidores Cruzados são derrotados no Cerco do Acre e são forçados para retornar para a Europa. Historicamente, Acre cai para os Cruzados e os europeus continuam a atacar Jerusalém. Na campanha de Gengis Cã, as hordas mongóis comandadas por Ogedai consegue a conquista da Polônia e da Hungria e implicou que o resto da Europa simplesmente se rendeu a eles, sendo a vitória completa na missão final da campanha, dizendo que "agora nada está entre nós e o Oceano Atlântico". Na realidade, Ogedai morreu logo após a invasão da Polônia e os mongóis deixaram a Europa.
Modos de jogo adicionais incluem mapa aleatório, partida mortal e regicidas:
- No mapa aleatório, o jogo gera um mapa plano. Os jogadores começam na idade das trevas com um centro da cidade (onde os recursos são depositados), três aldeões e uma unidade de exploração. O jogo pode ser vencido por conquista militar, pela construção de um edifício especial conhecido como maravilha ou por obter o controle de todas as relíquias no mapa.
- Na partida mortal, os jogadores começam com um grande estoque de recursos, que deixa o avanço das idades relativamente fácil e cria um foco em domínio militar.
- Em uma partida regicida, cada jogador tem uma unidade rei. O jogador ganha por matar todos os outros monarcas.

The Age of Kings suporta partidas multijogador pela Internet ou por conexão de área local (LAN). Até oito jogadores podem pegar uma vaga em um jogo com todos os modos da partida de jogador único disponíveis. A MSN Gaming Zone suportou o jogo até que o serviço foi fechado em 19 de junho de 2006. Outros serviços, como a GameSpy Arcade, foram recomendados como substituição. Versões para Macintosh do jogo usam o cliente GameRanger.

### Civilizações
São 13 civilizações, cada uma com uma unidade exclusiva (exceto Viquingues, espanhóis e coreanos, que possuem duas).
| Européia Ocidental                       | Européia Oriental                         | Oriente Médio                               | Asiática                                    | Pré-Colombiana    |
| - Bretões - Celtas - Francos - Espanhóis | - Godos - Hunos - Teutônicos - Viquingues | - Bizantinos - Persas - Sarracenos - Turcos | - Chineses - Coreanos - Japoneses - Mongóis | - Astecas - Maias |

### Campanhas
"The Age of Kings" originalmente possuía cinco campanhas externas: William Wallace (Celtas), Joana D'Arc (Francos), Saladino (Sarracenos), Gengis Cã (Mongóis) e Barbarossa (Teutões). As campanhas são ordenadas numericamente, distinguindo a dificuldade, sendo a de campanha de Wallace a mais fácil e a de Barbarossa a mais difícil.

## Trilha sonora
A trilha sonora a seguir faz parte do CD do jogo. Os nomes e os tempos foram tirados dos CDs de áudio Music From The Ages and More Music From The Ages, dois CDs de áudio de Age of Empires II and The Conquerors Expansion. As faixas foram criadas pelo compositor Stephen Rippy.[carece de fontes?]

## Expansões e sequências
A primeira expansão para Age of Kings, nomeada The Conquerors, foi lançada em 2000. Introduziu cinco civilizações inéditas, além de novos recursos. As cinco foram: os espanhóis, os hunos, os coreanos e os maias e astecas, representando o Novo Mundo e possuindo um estilo arquitetural distinto. The Conquerors também trouxe uma nova campanha, Battles of the Conquerors (Batalha dos Conquistadores), que trazia várias batalhas não relacionadas, como as de Hastings e Azincourt.

### Relançamento HD
Em 2012, a Hidden Path Entertainment começou a trabalhar numa recriação em alta definição, tarefa encabeçada por Matt Pritchard, programador chefe da Ensemble. O jogo foi anunciado em março de 2013 e lançado em 9 de abril do mesmo ano. Intitulado Age of Empires II: HD Edition, possui gráficos melhorados, suporte widescreen e novas opções de jogo multijogador, através do Steam.
Em agosto de 2013, uma expansão para a versão HD, baseada num mod feito por fãs. Além de ajustes de jogabilidade e um novo modo de jogo, The Forgotten, "Os Esquecidos", introduz novos mapas, unidades, campanhas e cinco novas civilizações: italianos, indianos, magiares, eslavos e os incas. Uma segunda expansão para a versão HD foi anunciada em 9 de abril e lançada em 5 de novembro de 2015. The African Kingdoms ("Os Reinos Africanos") também introduz quatro novas civilizações: berberes, maleses, etíopes e os portugueses. Por fim, a terceira expansão, Rise of the Rajas, lançada em 19 de dezembro de 2016, dezessete anos após o jogo original, incluí quatro novas civilizações: birmanes, malaios, khmer e vietnamitas.

## Recepção
The Age of Kings foi bem recebido. O jogo pontuou 92/100 no GameRankings e Metacritic.
De acordo com Geoff Richards da Eurogamer, "a lista de novas características e melhorias em relação ao jogo original cobre mais de uma página". O crítico da GamePro também focou nas "novas adições para o gênero em si", e por isso considerou o jogo marcante. Isso inclui o botão de unidade parada e o sino da cidade. Carlos Salgado da GameSpy apreciou outras caraterísticas: ele elogiou a habilidade de criar perfis individuais para cada jogador e personalizar as hotkeys. IGN apreciou a nova habilidade dada aos aldeões que agora "possuem um papel importante não apenas de coletar os recursos mas também de defender a cidade e até de combater".

### HD Edition
Age of Empires II: HD Edition recebeu avaliações mistas, alcançando a nota agregada de 68/100, baseado em 20 análises.